# Pfarrkirche Judenau

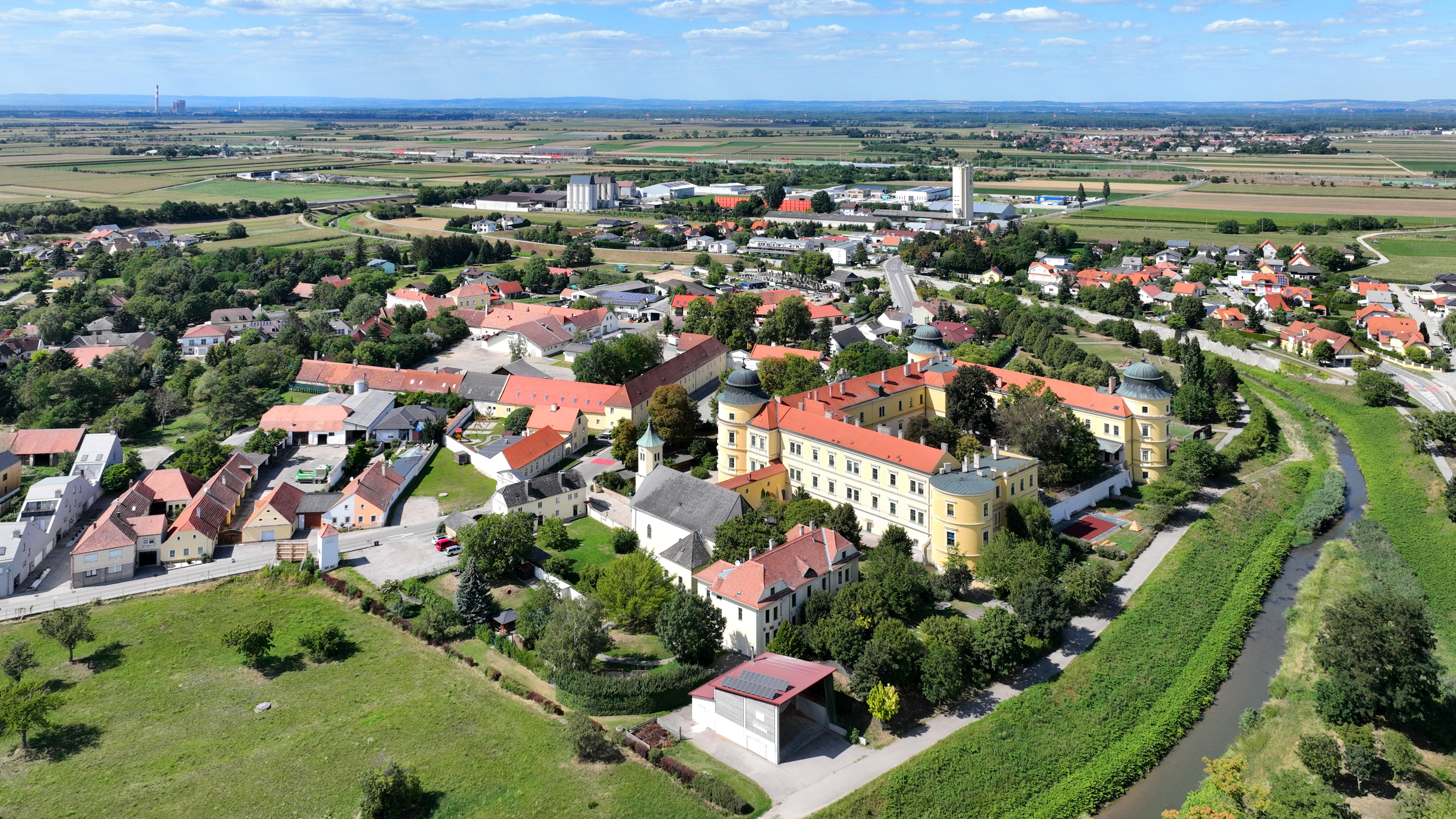
Schloss Judenau und links mit Verbindungsgang die freistehende Pfarrkirche Judenau

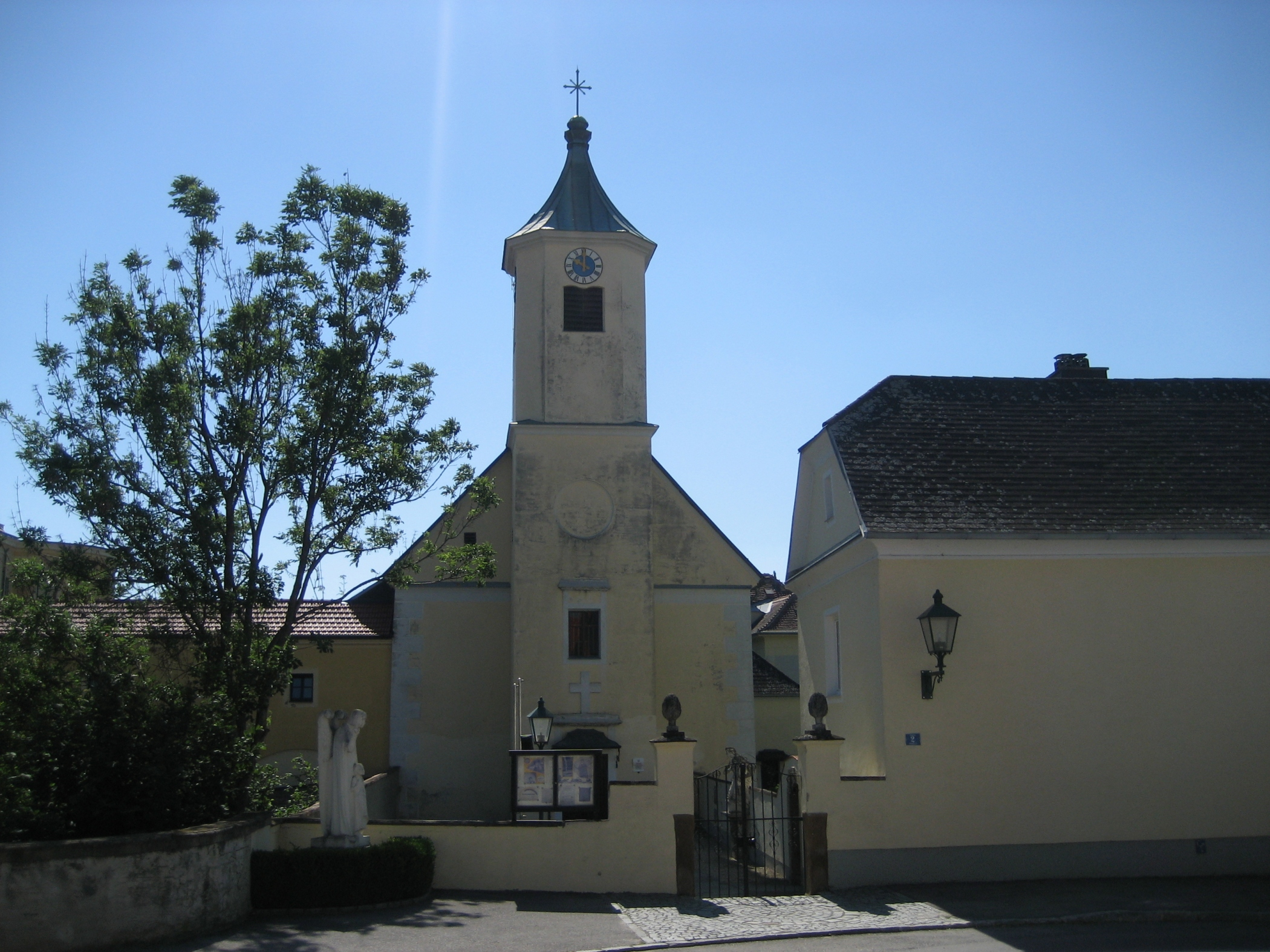
Katholische Pfarrkirche Allerheiligste Dreifaltigkeit in Judenau

Die römisch-katholische Pfarrkirche Judenau steht südlich vom Schloss Judenau in der Ortschaft Judenau der Marktgemeinde Judenau-Baumgarten in Niederösterreich. Die dem Patrozinium Allerheiligste Dreifaltigkeit unterstellte Pfarrkirche gehört zum Dekanat Tulln in der Diözese St. Pölten. Die Kirche steht unter Denkmalschutz (Listeneintrag).

## Geschichte
Die ehemalige Wolfgangskirche wurde 1529 durch die Türken beschädigt und 1590 durch ein Erdbeben zerstört. Helmhard Jörger von Tollet ließ die Ruine abtragen und eine protestantische Schlosskirche etwas versetzt neu errichten. Im Jahr 1683 wurde die Kirche wiederum von den Türken beschädigt. Die Kirche wurde 1720 wieder geweiht und bis 1726 wiederhergestellt. Im Anfang des 18. Jahrhunderts wurde eine Sakristei angebaut. Im Jahr 1846 wurde der Dachreiter durch einen Fassadenturm ersetzt. 1908 wurde ein Oratorium angebaut. 1980 war eine Restaurierung.
Die Pfarre wurde 1783 gegründet.

## Architektur
Die schlichte Saalkirche mit einem Fassadenturm ist bei der Fassadenfront nach Norden mit einem Verbindungsgang mit dem Schloss baulich verbunden.
Der ungegliederte Saalbau hat einen Dreiseitschluss und Segmentbogenfenster, vor der westlichen Giebelfront steht ein Turm von 1846 mit einem achtseitigen Glockengeschoß und einem eingeschwungenen Pyramidenhelm. Südseitig steht ein eingeschoßiger barocker Sakristeianbau. Nordseitig ein Verbindungsgang zum Schloss, zweigeschoßig auf vier Bögen, drei Bögen sind vermauert, weiters eine Heilig-Geist-Kapelle sowie ein zweigeschoßiger Anbau mit einem Oratorium.
Das Kircheninnere zeigt einen ungegliederten Saalraum mit einem umlaufenden profilierten Gesims und einer gekehlten Flachdecke. Der Zugang erfolgt durch das kreuzgratgewölbte Turmerdgeschoß. Die dreibogige Westempore steht auf Pfeilern. Nordseitig befindet sich eine Heilig-Grab-Kapelle unter einem Kreuzgratgewölbe, darüber und anschließend befindet sich gegen Osten ein Oratorium von 1908. Südseitig befindet sich eine Sakristei mit einem Platzlgewölbe und einem Stuckspiegel.
Die Glasmalereien zeigen eine Rosenkranzmadonna von 1945 und Christus Salvator und die Heiligen Josef und Antonius von Padua von 1946.

## Einrichtung
Der Hochaltar, 1726 geweiht, ist ein barockes Doppelsäulenretabel mit gewundenen Säulen unter verkröpftem und mittig gesprengtem Gebälk. Er zeigt das Altarblatt Heilige Dreifaltigkeit vom Maler Leopold Bara 1883 bekrönt von einem geschnitzten Allianzwappen Liechtenstein/Dietrichstein von 1718. Er trägt die Statuen der Apostel Peter und Paul und einen Aufsatz mit Volutenflanken mit dem querovalen Oberbild Taufe Christi nach Guido Reni aus dem 18. Jahrhundert sowie die seitlichen Statuen der Heiligen Franz von Assisi und Antonius von Padua, im gesprengten puttoflankierten Giebel Erzengel Michael.
Die zeitgleichen Seitenaltäre sind Doppelsäulenretabel mit profiliertem Gebälk, geschnitzter Aufsatzblende mit Rankenblattwerk und Putten mit Leidenswerkzeugen. Der linke Seitenaltar zeigt das Altarblatt Judas Thaddäus von C. Emmerich 1718. Der rechte Seitenaltar trägt ein geschnitztes Kruzifix vor einem gemalten Landschaftshintergrund aus dem ersten Viertel des 18. Jahrhunderts.
Der Volksaltar und das Lesepult von 1990 zeigen barocke Formen.
In der Heilig-Grab-Kapelle befindet sich ein neobarocker Tabernakel aus dem Ende des 19. Jahrhunderts mit Reliquien der Heiligen Candida und Kreszentia.
Die spätbarocke Kanzel aus dem Ende des 18. Jahrhunderts mit Girlandendekor trägt auf dem Schalldeckel einen Engel mit Kreuz und Gesetzestafel.
Die Orgel baute Orgelbau Gebrüder Rieger Jägerndorf 1890 in einem barocken Orgelgehäuse mit einer Wappenkartusche. Es gibt zwei Stahlglocken von 1944 und zwei Glocken aus Bronze von 1948.